# The Resident Patient
The Adventure of the Resident Patient (O Paciente Interno ou O Paciente Internado) é um conto de Sir Arthur Conan Doyle, protagonizado por Sherlock Holmes e Dr. Watson, e publicado pela primeira vez na Strand Magazine em agosto de 1893 com 7 ilustrações de Sidney Paget.
Nem todos os casos investigados por Holmes acabam sendo "relatados" por Watson, apenas os que ele considera mais interessantes. No início do conto Watson faz uma reflexão sobre o dilema entre relatar os casos em que Holmes, aplicando o raciocínio analítico, "demonstrou o valor dos seus métodos peculiares de investigação", mas que em si são menos interessantes, ou aqueles que tiveram "características extraordinárias e dramáticas", mas onde a participação de Holmes foi menos relevante, caso desta história.
A cena inicial em que Holmes "lê" o que se passa na mente de Watson originalmente pertencia ao conto "The Adventure of the Cardboard Box" ("A Aventura da Caixa de Papelão"), publicado na Strand Magazine em janeiro de 1893, que pela data deveria fazer parte de As Memórias de Sherlock Holmes, mas que Doyle decidiu não incluir nessa obra, e que acabou incluído em His Last Bow.

## Enredo
O Dr. Percy Trevelyan, procura Sherlock Holmes, por conta de um paciente muito suspeito que visitou a sua clínica. O Dr. Trevelyan havia aberto uma clínica médica tendo como sócio o Sr. Blessington, que havia proposto a sociedade com o médico, para uma clínica na Brook Street, endereço nobre da cidade, Blessington pagaria todas as despesas e dividiria os lucros com Trevelyan, em troca disso o médico precisaria apenas cuidar da saúde do ancião. Pouco tempo após a clínica entrar em funcionamento, Trevelyan recebeu um paciente muito estranho acompanhado de seu filho, ambos russos, o mais velho dizendo sofrer de ataques catalépticos. O médico foi buscar um remédio, e quando voltou não encontrou nem o paciente nem o acompanhante, que retornaram no dia seguinte. Após a saída dos dois homens, Trevelyan ouviu o velho Blessington dar um grito pavoroso, e dizer que alguém havia estado em seu quarto, já que o tapete estava cheio de pegadas. Trevelyan achou muito estranho que aquilo deixasse Blessington tão irritado, de modo que resolveu recorrer ao famoso detetive. Temos aqui mais uma história em que um acontecimento de um passado remoto (neste caso, o grande roubo ao Banco Worthington, em que o vigia foi assassinado e os ladrões
fugiram com sete mil libras) tem consequências (neste caso, um crime de vingança) muitos anos depois.